# عيسى بن يونس
أبو محمد عيسى بن يونس بن أبي إسحاق عمرو بن عبد الله الهمداني السبيعي الكوفي إمام قدوة وحافظ حجة، أحد رواة الحديث النبوي، وأحد المرابطين بثغر الحدث، أخوه الحافظ إسرائيل.

## رواية الحديث
- حدث عن: أبيه يونس بن أبي إسحاق وأخيه الحافظ إسرائيل بن يونس، ولم يدرك السماع من جده حيث كان صبيا في زمانه، وروى عن سليمان التيمي، وهشام بن عروة، وأبي حيان التيمي، والجريري، وزكريا بن أبي زائدة، والأعمش، وإسماعيل بن أبي خالد، وطلحة بن يحيى، وعبد الملك بن أبي سليمان، وعبيد الله بن أبي زياد القداح، وعمر بن سعيد بن أبي حسين، وعوف، ومجالد، وعبيد الله بن عمر، ويحيى بن سعيد الأنصاري، وعمر مولى غفرة، وحسين المعلم، وهشام بن حسان، وابن أبي ليلى، ومعمر، والأوزاعي، وشعبة، ومسعر، وسفيان الثوري ابن جريح.
- حدث عنه: بقية بن الوليد، وابن وهب، والوليد بن مسلم، وإسماعيل بن عياش، وطائفة من أقرانه. كما حدث عنه حماد بن سلمة أحد شيوخه، والحكم بن موسى، وبشر الحافي، وسليمان بن بنت شرحبيل، وأبو بكر بن أبي شيبة، وإسحاق بن راهويه، وعلي بن حجر، وعلي بن خشرم، ومسدد بن مسرهد، وعمرو الناقد، ومحمد بن مهران الجمال، ومؤمل بن الفضل، ونصر بن علي الجهضمي، ويحيى بن معين، ويزيد بن موهب، ويعقوب الدورقي، وهشام بن عمار، وأبو نعيم الحلبي، وأحمد بن جناب، وأحمد بن عبدة الضبي، والحسن بن عرفة، وسعيد بن يحيى الأموي، وسفيان، ووكيع بن الجراح، والنفيلي. وقد حدث عنه أبوه يونس بن أبي إسحاق.[2]

## الجرح والتعديل
- قال حنبل بن إسحاق عن أحمد بن حنبل وأبو حاتم ويعقوب بن شيبة والنسائي وابن خراش: «ثقة».
- قال عبد الله بن أحمد بن حنبل: «سألت أبي أيما أصح حديثا عيسى بن يونس أو أبوه يونس، قال: لا بل عيسى أصح حديثا فقلت له: عيسى أو أخوه إسرائيل، قال: ما أقربهما، فقلت: ما تقول فيه، فقال: عيسى يسأل عنه».
- قال أبو بكر المروذي: «سئل يعني أحمد بن حنبل عن عيسى بن يونس وأبي إسحاق الفزاري ومروان بن معاوية أيهم أثبت قال: مافيهم إلا ثبت، قيل له: فمن تقدم، قال: مافيهم إلا ثقة ثبت، إلا أن أنا إسحاق ومكانه من الإسلام».[3]

## وفاته
توفي يزيد في سنة 187 هـ الموافق 803 م.